# جنگل کاریسی
جنگل کاریسی (به فرانسوی: Forêt de Cerisy) یک جنگل در فرانسه است که در Montfiquet واقع شده‌است.